# Герб Ольстера
Герб Ольстера складається із срібного геральдичного щита на якому червона долоня поверх червоного хреста у золотому полі (герба роду Берка.
Герб складається з гербів де Берга, графа Ольстера, та символом середньовічного ірландського над-королівство Улад, яке охоплювало графство Ольстер
Так герб став гельським гербом для провінції Ольстер.

## Дизайн

### Хрест
Золотий фон із червоним хрестом походить від герба Берків, знатного роду Гіберно-Норманів.

### Червона рука

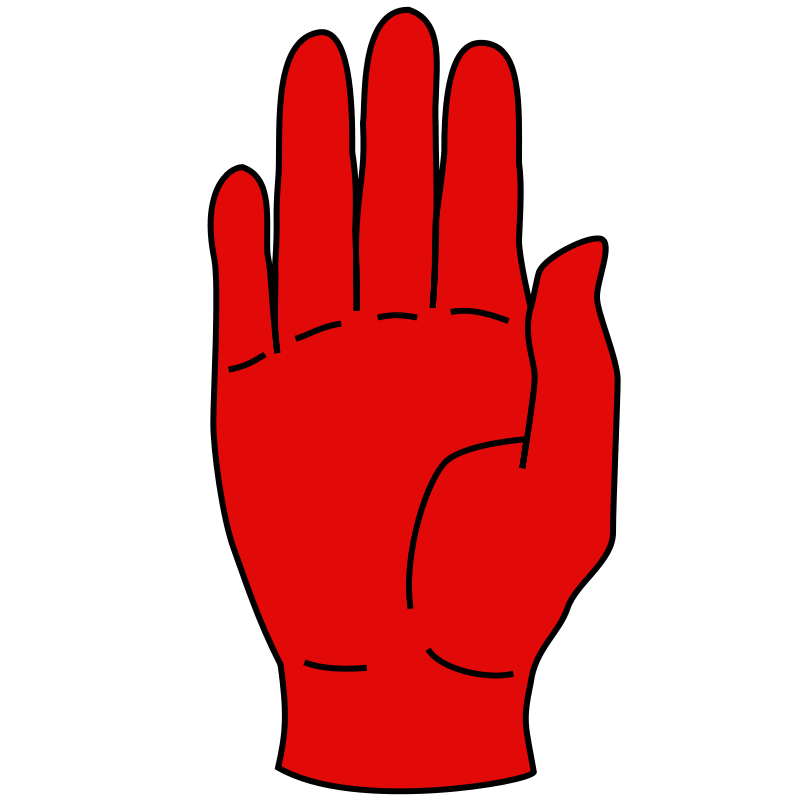
Червона правиця

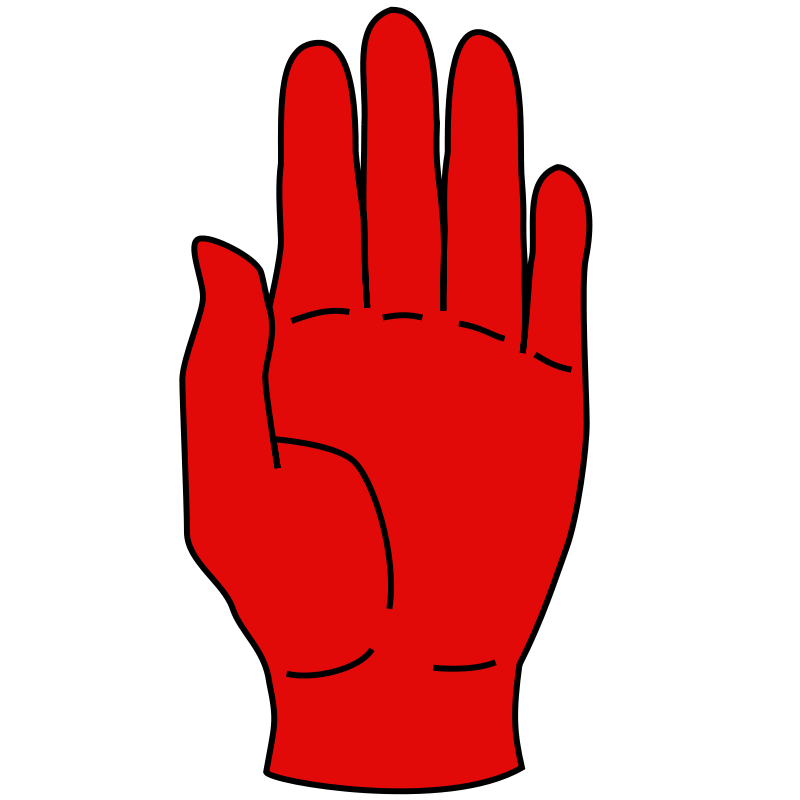
Червона лівиця

На геральдичному щиті була червона відкрита рука, пальці спрямовані вгору, великий палець тримався паралельно пальцям, а долоня спрямована вперед. Це відомо як «червона рука Ольстера» (ірл. Lámh Dhearg Uladh), яку зазвичай показують правою рукою, але іноді є лівою рукою, наприклад, у гербах баронетів.

## Історія

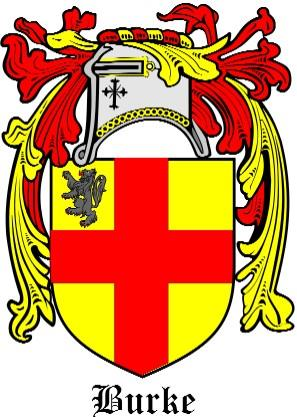
Герб Де Берга

Герб історичної провінції Ольстер - це поєднання геральдичних символів хреста де Берга та червону руку Ірландського над-королівства Улад, який згодом став асоціюватися з першим використанням О'Ніллом у середині XIV ст.
Коли Волтер де Берг, лорд Коннахта, став графом Ольстера 1243 року, хрест де Бергів став нерозривно пов'язаним з ольстерським графством, що охоплювала третину півночі Ірландії. Печатка його сина Річарда, наприклад, додана до акта від 1282 р., має геральдичний хрест у трьох примірниках разом із тим, що цілком може бути портретним головою самого графа. У якийсь момент мотив Червоної руки був доданий до хреста де Бергів, результатом чого він став представляти всю провінцію.

## Форми та використання
Герб Ольстера зазвичай відображається поряд із гербами Ленстера, Манстера, Коннахта або як частина об'єднаного герба провінцій Ірландії. Герб є офіційним гербом атлетичної асоціації Гельських островів Ольстера та команди регбі Ольстера і входить до складу герба чотирьох провінцій IRFU та герба хокейної збірної Ірландії. 

Об'єднаний герб чотирьох провінції Ірландії
Герб Ірландського союзу регбі
Прапор збірної Ірландії з хокею

## Вебресурси
- Геральдика світу [Архівовано 21 квітня 2020 у Wayback Machine.]